# La Bastide-Puylaurent
La Bastide-Puylaurent è un comune francese di 177 abitanti situato nel dipartimento della Lozère nella regione dell'Occitania.

## Società

### Evoluzione demografica
Abitanti censiti